# Музей Женевського озера
Музей Женевського озера (фр. Musée du Léman) — музей, розташований у місті Ньйон (Швейцарія). Створений у 1954 р. вчителем Едгаром Пеліше (фр. Edgar Pelichet).

## Експозиція
В музеї знаходяться акваріуми, моделі кораблів, документи, інші експонати та художня колекція. Загальна площа постійних і тимчасових експозицій близько 1000 м².
Одна з постійних експозицій присвячена загрозі виникнення цунамі на озері, що обумовлена його геологією. Результати досліджень свідчать, що озеро пережило мінімум п'ять таких катастроф, найдавніша з яких відбулася приблизно 3750 років назад, а остання трапилася в 1584 р.

## Галерея

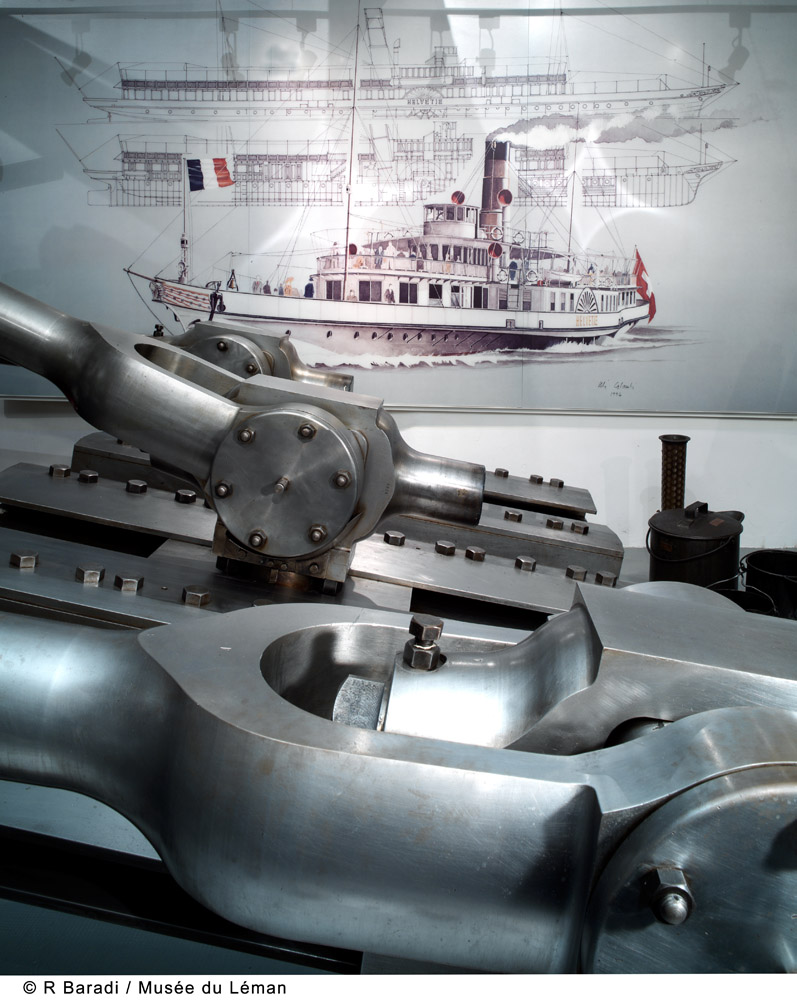
Машинний зал судна
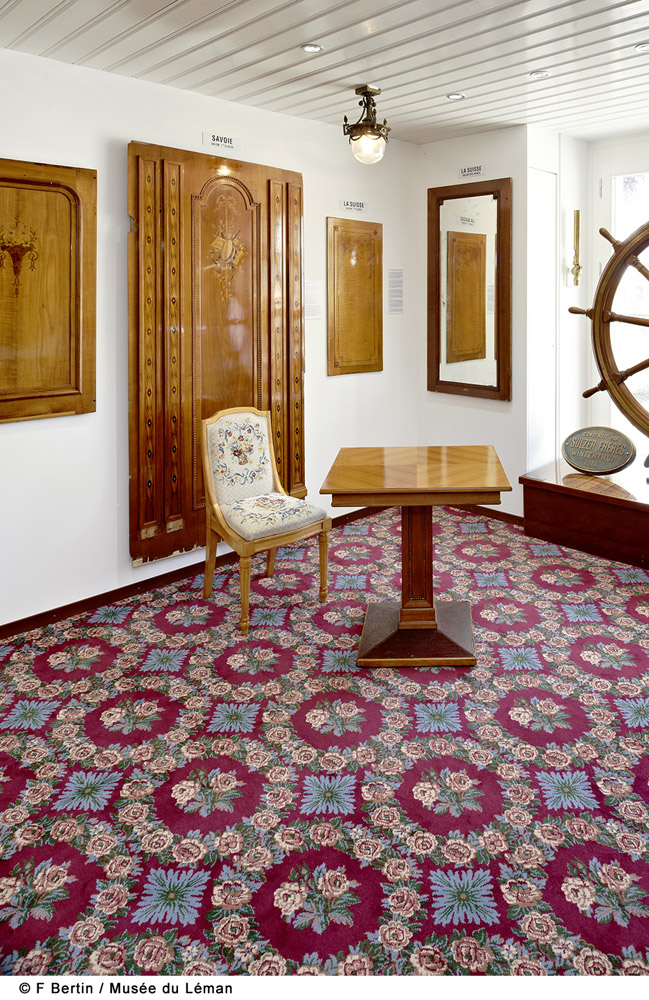
Прикраси човнів
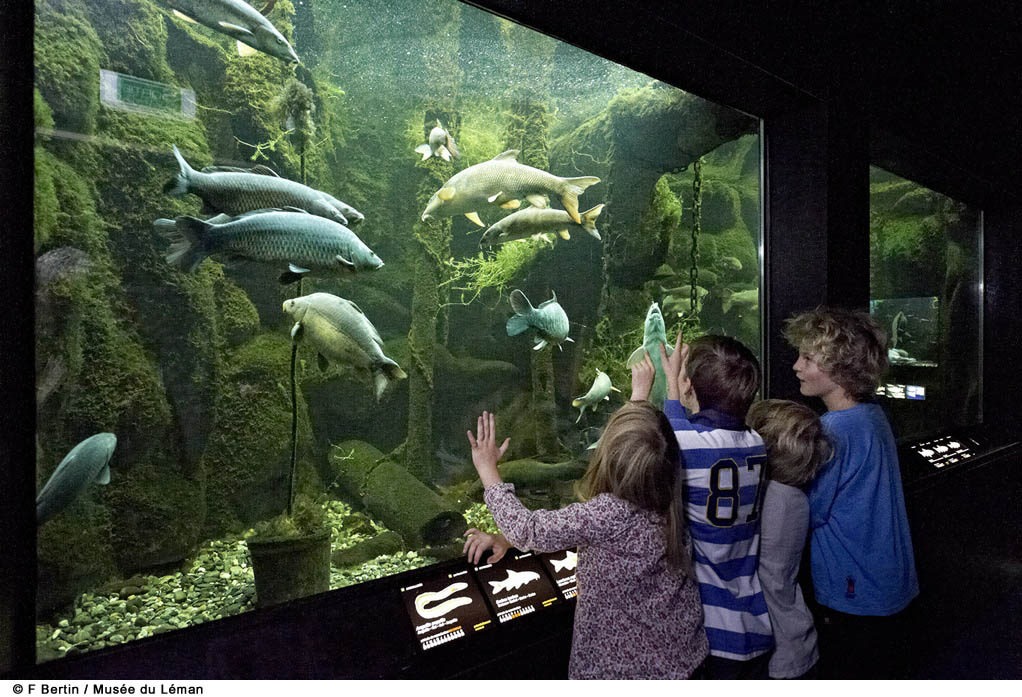
Акваріуми
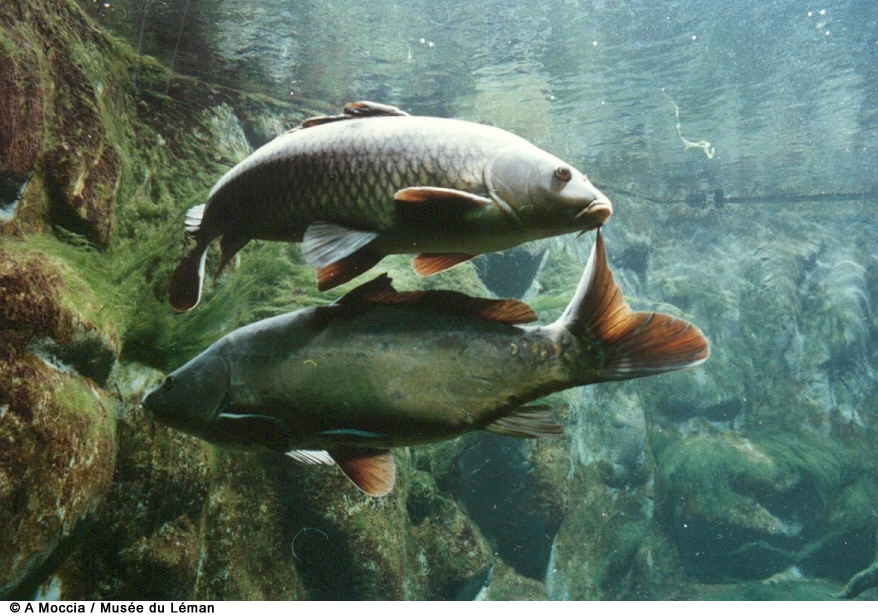
Коропи в акваріумі